# Fédération Internationale de l'Automobile
La Fédération Internationale de l'Automobile (FIA; anglès: International Automobile Federation) és una associació creada el 20 de juny de 1904 per representar els interessos de les organitzacions automobilístiques i dels usuaris d'automòbils. És l'òrgan responsable de molts esdeveniments de curses d'automòbils, com la Fórmula 1 o el Campionat Mundial de Ral·lis (WRC). La FIA també promou la seguretat viària a tot el món.
Amb seu a la 8 Place de la Concorde, París, amb oficines a Ginebra i Valleiry, la FIA està formada per 246 organitzacions membres en 145 països d'arreu del món. El seu actual president és Mohammed bin Sulayem. La FIA es coneix generalment pel seu nom o inicials franceses, fins i tot en països no francòfons, però ocasionalment es representa com a Federació Internacional de l'Automòbil.
El seu paper més destacat és en l'obtenció de llicències i execució de sancions de la Fórmula 1, el Campionat del Món de Ral·lis, el Campionat del Món de resistència, la Copa del Món de Turismes, el Campionat del Món de Rallycross, la Fórmula E i diverses altres formes de cursa. La FIA juntament amb la Fédération Internationale de Motocyclisme (FIM) també certifiquen els intents de rècord de velocitat terrestre. El Comitè Olímpic Internacional va reconèixer provisionalment la federació el 2011, i va concedir el reconeixement total el 2013.

## Història

### Primeres dècades
L'Association Internationale des Automobile Clubs Reconnus (AIACR, en anglès: 'Associació Internacional de Clubs d'Automòbils reconeguts') es va fundar a París el 20 de juny de 1904, com una associació de clubs d'automòbil nacionals. L'associació va ser dissenyada per representar els interessos dels usuaris d'automòbils, així com per supervisar l'escena internacional de l'esport de motor. L'any 1922, l'AIACR va delegar l'organització de les curses d'automòbils a la Comissió Esportiva Internacional (CSI), que establiria el reglament de les curses d'automòbils de Gran Premi internacional. L'any 1931 es va introduir el Campionat d'Europa de Pilots, un títol atorgat al pilot amb millors resultats en els Grans Premis seleccionats. Després de la represa de l'automobilisme després de la Segona Guerra Mundial, l'AIACR va passar a anomenar-se Fédération Internationale de l'Automobile. La FIA va establir una sèrie de noves categories de carreres, entre elles les Fórmules Un i Dos, i va crear el primer Campionat del Món, el Campionat del Món de Pilots de Fórmula 1, el 1950.
El CSI va determinar el reglament i el calendari dels principals campionats internacionals, com el Campionat del Món de Fórmula 1, el Campionat del Món de cotxes esportius i el Campionat d'Europa de ral·lis. Mentrestant, els organitzadors de les curses individuals (per exemple, els clubs locals o nacionals) s'encarregaven d'acceptar les inscripcions, pagar els premis i el funcionament general de cada esdeveniment. A la Fórmula 1, això va provocar tensió entre els equips, que es van formar en l'Associació de Constructors de Fórmula 1 (FOCA) fundada el 1974, els organitzadors d'esdeveniments i el CSI. La FIA i el CSI eren en gran part organitzacions d'aficionats, i la FOCA sota el control de Bernie Ecclestone va començar a fer-se càrrec de diversos aspectes de l'organització dels esdeveniments, així com a establir condicions amb els organitzadors de la cursa per a l'arribada d'equips i la quantitat de premis. Això va fer que el president de la FIA, el príncep Metternich, intentés reafirmar la seva autoritat nomenant Jean-Marie Balestre com a cap del CSI el 1978, que ràpidament va reformar el comitè en la Fédération Internationale du Sport Automobile (FISA).
Sota el lideratge de Balestre, la FISA i els equips recolzats pel fabricant es van involucrar en una disputa amb FOCA (anomenada " guerra FISA-FOCA "). El conflicte va suposar la cancel·lació o el boicoteig de diverses curses i un desacord a gran escala sobre el reglament tècnic i la seva aplicació. La disputa i l'Acord de la Concòrdia que es va redactar per acabar-hi, tindrien ramificacions importants per a la FIA. L'acord va fer que FOCA adquirís drets comercials sobre la Fórmula 1, mentre que la FISA i la FIA tindrien el control de la normativa esportiva. El cap de la FOCA, Bernie Ecclestone, es va convertir en vicepresident de la FIA amb control sobre la promoció dels Campionats del Món de la FIA, mentre que l'assessor legal de la FOCA i exgerent d'enginyeria de març Max Mosley acabaria esdevenint president de la FISA el 1991. Mosley va succeir a Balestre com a president de la FIA el 1993 i va reestructurar l'organització, dissoldre la FISA i situar les curses de motor sota la gestió directa de la FIA.

### Dècada del 1990
Després del Gran Premi de San Marino de 1994, que va veure la mort d'Ayrton Senna i Roland Ratzenberger, la FIA va formar un Comitè Assessor d'Experts en Seguretat per investigar i millorar la seguretat en les curses de motor. Presidit pel professor en cap mèdic de la Fórmula 1, el professor Sid Watkins, el comitè va treballar amb l'Associació d'Investigació de la Indústria del Motor per reforçar la resistència als accidents dels cotxes i els sistemes de contenció i millorar la seguretat personal dels conductors. Les recomanacions del comitè van portar a fer proves de xoc significativament més estrictes per als vehicles de competició, nous estàndards de seguretat per a cascs i vestits de competició i l'eventual introducció del dispositiu HANS com a obligatori en totes les sèries de carreres internacionals. El comitè també va treballar per millorar la seguretat del circuit. Això va provocar una sèrie de canvis als circuits de carreres d'automòbils de tot el món i la millora de les barreres d'impacte i els procediments mèdics en pista.
La FIA va ser membre fundador de l'European New Car Assessment Program, un programa de seguretat dels cotxes que prova nous models i publica informes de seguretat sobre vehicles. Mosley va ser el primer president de l'organització. Més tard, la FIA va ajudar a establir el Latin NCAP i el Global NCAP.
La FIA va anunciar el 2022 el nomenament de la seva primera CEO, Natalie Robyn.
La Direcció de Competició de la Comissió Europea i la FIA van estar involucrades en una disputa sobre l'administració comercial de l'esport de motor durant la dècada de 1990. El comissari de competició, Karel Van Miert, havia rebut una sèrie de queixes de companyies de televisió i promotors d'esports de motor l'any 1997 que la FIA havia estat abusant de la seva posició com a òrgan de govern de l'automobilisme. La investigació inicial de Van Miert no havia conclòs el 1999, la qual cosa va provocar que la FIA demanés a la Comissió Europea, al·legant que el retard estava causant una incertesa perjudicial, i va rebre amb èxit una disculpa de la Comissió per la filtració de documents relacionats amb el cas. Mario Monti va assumir el càrrec de comissari l'any 1999 i la Comissió Europea va obrir una investigació formal sobre la FIA. La Comissió va al·legar una sèrie d'incompliments de la llei de competència europea, centrades en l'administració de les llicències necessàries per participar en esports de motor per part de la FIA i el control dels drets de televisió dels esdeveniments d'automobilisme que autoritzava. Per competir en esdeveniments autoritzats per la FIA, el competidor havia de sol·licitar una llicència, que prohibeix als titulars de llicència entrar en una sèrie no controlada per la FIA. Aquesta disposició, que també s'aplicava als circuits i promotors de curses, va impedir que els campionats rivals competissin contra els campionats de la FIA restringint-ne l'accés a les instal·lacions, els conductors i els fabricants de vehicles. A més, la FIA també va reclamar els drets televisius de tots els esdeveniments internacionals d'automobilisme, que després van ser transferits a International Sportsworld Communicators, una empresa controlada per Ecclestone. Això va suposar que els organitzadors es veiessin obligats a promoure els seus campionats per la mateixa empresa que gestionava els assumptes d'altres esdeveniments de motor, un potencial conflicte d'interessos. La combinació d'aquests requisits va significar que l'Administració de la Fórmula 1 d'Ecclestone, que ara controlava els drets comercials de la Fórmula 1, estava protegida de la competència de qualsevol campionat rival.

### Dècada del 2000
La investigació es va tancar l'any 2001 després que la FIA i la FOA acordessin una sèrie de condicions. Per tal de regular de manera justa tots els esports de motor internacionals, la FIA va acordar limitar el seu paper al de regulador esportiu i vendria els drets comercials dels seus campionats, inclosa la Fórmula 1. Això va ser per evitar un conflicte d'interessos entre el paper regulador de la FIA i els avantatges comercials que pogués obtenir amb l'èxit de determinats campionats. La FIA ja no podia impedir que s'estableixessin esdeveniments no administrats per la FIA, ni tampoc podia utilitzar els seus poders per impedir la competició amb la Fórmula 1. Ecclestone i FOA ja no gestionarien els drets comercials d'altres esdeveniments d'esport de motor fora de la Fórmula 1. Ecclestone havia venut l'empresa ISC, que ara només controlava els drets de manifestació, i renunciaria al seu paper de vicepresident de la FIA. Com a resultat d'aquesta sentència, la FIA va vendre els drets comercials de la Fórmula 1 al Grup de Fórmula 1 durant 100 anys per 360 milions de dòlars.
Mosley va ser elegit sense oposició al seu tercer mandat com a president el 2001, les primeres eleccions que van reduir el mandat de cinc a quatre anys. La FIA també es va traslladar a París, després d'haver tingut la seu a Ginebra (fora de la UE) durant els dos anys anteriors durant la investigació de la Comissió Europea.
La Fundació FIA es va establir l'any 2001 com a braç benèfic. La Fundació va rebre 300 milions de dòlars de subvencions procedents de la venda dels drets de la Fórmula 1 per finançar la investigació sobre la seguretat viària, l'impacte ambiental de l'automobilisme i donar suport a l'automobilisme sostenible. L'any 2004, la FIA i la Fundació van establir l'Institut de la FIA per a la Seguretat dels esports de motor, que va reunir els diferents grups de recerca de seguretat en una sola organització. La campanya Make Roads Safe va ser creada l'any 2006 per la Fundació FIA, amb l'objectiu de crear carreteres segures a tot el món.
Durant la dècada del 2000 la FIA i el seu president van protagonitzar diverses controvèrsies sobre la Formula 1, sobre l'organització dels equips. Un dels equips de constructors de la Formula 1, el Grand Prix Manufacturers Association, va proposar un nou campionat mundial, amb més regulacions. Un nou acord va acabar amb el conflicte, però les disputes seguirien més tard. El 2005 la situació es va tornar a complicar. Mosley va refusar qualsevol modificació del circuit per evitar qualsevol esdeveniment que no fos el campionat, argumentant que el circuit no era segur.
Després d'haver estat reelegit de nou sense oposició el 2005, Mosley va afrontar el seu primer repte de lideratge en un vot de confiança convocat el juny de 2008. La votació va respondre a les denúncies sobre la vida sexual de Mosley publicades pels mitjans britànics. Mosley va guanyar la votació per 103 vots a favor i 55 en contra, encara que va continuar enfrontant-se a les crítiques de diversos clubs i figures de l'automobilisme. A mitjans de 2009, la FIA i la recentment creada Associació d'Equips de Fórmula 1 no es van posar d'acord sobre la implementació pendent d'un límit pressupostari per a la temporada 2010. Els equips van tornar a amenaçar amb marxar, i la FIA en resposta va obrir un procés d'ingrés per a nous equips. La disputa també es va centrar en la falta de confiança en el control de Mosley sobre l'esport, i hi va haver un enfrontament fins que Ecclestone va negociar un acord per establir un nou acord. A canvi que els equips s'incorporessin al campionat i acabar la disputa, el límit pressupostari seria substituït per una sèrie de mesures de reducció de costos, i Mosley va acceptar dimitir al final del seu mandat el 2009.

### Dècada del 2010
L'antic cap de la Scuderia Ferrari Jean Todt va ser escollit nou president de la FIA el 2009, superant l'antic campió del món de ral·lis Ari Vatanen. Va ser reelegit per dos mandats més de quatre anys, després va renunciar el 17 de desembre de 2021, succeït per Mohammed Ben Sulayem.

### Dècada del 2020
En resposta a la invasió russa d'Ucraïna de 2022, la FIa va bloquejar la participació dels equips russos i belarussos, així com les competicions disputades en aquests països. També va excloure els membres de la FIA d'aquests països de qualsevol espai de presa de decisions. Els competidors individuals d'aquests països haurien de participar de manera neutral, sense els seus símbols, banderes i colors. La FIA va cancel·lar l'edició de 2022 del Gran Premi de Russia a Sochi, programat pel 25 de setembre. La FIA va suspendre el contracte amb Rússia per allotjar la cursa.